# كيفن لايت
كيفن لايت هو مجدف كندي، ولد في 16 مايو 1979 في فانكوفر في كندا.

## وصلات خارجية
- كيفن لايت على موقع الاتحاد الدولي للتجديف (الإنجليزية)
- كيفن لايت على موقع اللجنة الأولمبية الدولية (الإنجليزية)
- كيفن لايت على موقع أوليمبيديا (الإنجليزية)
- كيفن لايت على موقع اللجنة الأولمبية الكندية (الإنجليزية)